# Joseph von Fraunhofer

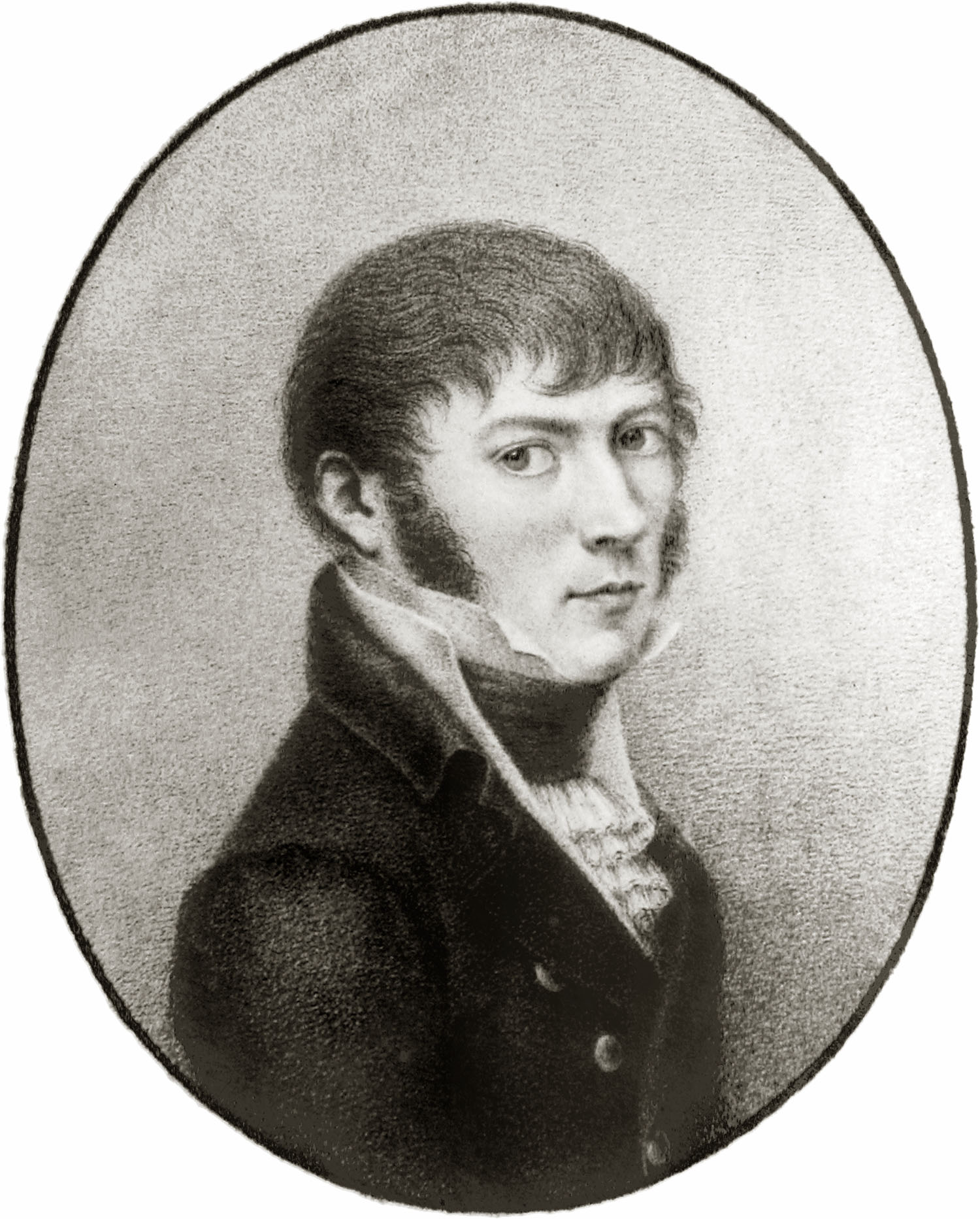
Joseph von Fraunhofer

Joseph von Fraunhofer (Straubing, Baviera, 6 de març de 1787 – Múnic, 7 de juny de 1826) fou un òptic alemany. És conegut pel descobriment de les línies de l'absorció fosca, conegudes com a línies Fraunhofer a l'espectre del Sol, i també per fabricar unes ulleres excel·lents i objectius telescòpics acromàtics.

## Biografia
Fraunhofer, onzè fill va perdre la seva mare als 11 anys i son pare, un mestres vidrier un any després.. Va començar a treballar com a aprenent en un taller d'un col·lega de son pare, Philipp Anton Weichelsberger. El 1801 el taller on treballava es va assolar. Fraunhofer va quedar colgat sota la runa, i va ser l'únic que va ser salvat viu. Maximilian IV Joseph, príncep elector de Baviera (el futur Maximilià I Josep de Baviera) era present al rescat i va donar a Fraunhofer una petita beca de 18 ducats. El príncep contacta amb Fraunhofer, i el proveeix de llibres, i força el seu patró a permetre al jove Joseph Fraunhofer que li deixés temps per estudiar a l'escola del diumenge.
Després de vuit mesos d'estudi, Fraunhofer va anar a treballar a l'Institut òptic a Benediktbeuern, un monestir benedictí secularitzat dedicat a la fabricació de vidre. Allí va descobrir com fer el millor vidre òptic del món i inventà mètodes increïblement precisos per mesurar la dispersió. El 1818 esdevingué el director de l'Institut òptic. Pels instruments òptics de gran qualitat que havia desenvolupat, Baviera superà Anglaterra com a centre de la indústria òptica. Ni tan sols l'escola de Michael Faraday era capaç de rivalitzar en la producció de vidre amb Fraunhofer.
La seva il·lustre carrera va acabar rebent un doctorat honorari de la Universitat d'Erlangen el 1822. El 1824, va ser guardonat amb l'orde al Mèrit, esdevingué noble i fou declarat ciutadà honorari de Múnic. Com molts altres fabricants de vidre del seu temps que s'anaven enverinant amb metalls pesants a causa del vapor d'aquesta indústria, Fraunhofer va morir relativament jove, el 1826, als 39 anys. Es considera que les més valuoses receptes que havia d'aportar a la fabricació del vidre el van acompanyar a la tomba.

## Recerca científica
El 1814, Fraunhofer inventà l'espectroscopi, i descobrí 574 ratlles fosques aparegudes a l'espectre solar. Aquestes foren més tard descrites com a ratlles d'absorció atòmica i explicades per Kirchhoff i Bunsen el 1859. Aquestes línies encara ara són de vegades anomenades ratlles de Fraunhofer en honor seu.
També va inventar la retícula de difracció, i transformà d'aquesta manera l'espectroscòpia d'un art qualitatiu a una ciència quantitativa, per demostrar com es pot mesurar la longitud d'ona de la llum de manera acurada. Va esbrinar que l'espectre de Sírius i d'altres estels de primera magnitud difereixen uns dels altres i del sol, i fundà també l'espectroscòpia estel·lar.
Darrerament, tanmateix, la seva primera passió va ser encara l'òptica pràctica, un cop va notar que: «En tots els meus experiments, només he pogut, a causa de la manca de temps, posar atenció en aquells problemes que semblava que es podien projectar sobre l'òptica pràctica.»

## Llegat
L'organisme de recerca en ciència aplicada més gran d'Alemanya, creada el 1949 va ser batejat Fraunhofer-Gesellschaft al seu honor.